# Xã Cromwell, Quận Huntingdon, Pennsylvania
Xã Cromwell (tiếng Anh: Cromwell Township) là một xã thuộc quận Huntingdon, tiểu bang Pennsylvania, Hoa Kỳ. Năm 2010, dân số của xã này là 1.510 người.